# Club Atlético Barrio Norte
El Club Atlético Barrio Norte localmente conocido como Barrio Norte o simplemente El Norte, es una institución social y deportiva argentina de la localidad de Gualeguay, Entre Ríos. Fue fundado el 16 de agosto de 1950 y actualmente milita en la Liga Departamental de Fútbol de Gualeguay.

## Historia
Allá por el año 1950, un grupo de inquietos vecinos de Gualeguay decidieron materializar su entusiasmo por las actividades sociales y deportivas teniendo su lugar propio. No eran tiempos fáciles, pero eran épocas en que las patriadas eran posibles. 
Fue el 16 de agosto de 1950, cuando un grupo de jóvenes, inspirados por Germán González, fundó el Club Atlético Barrio Norte.

## Campeonato Argentino B 1995-96
Su mejor año en el futbol masculino fue la temporada 1995-96. Dicho año el club gualeyo logro llegar a semifinales por el segundo ascenso en el certamen denominado Argentino B (Cuarta categoría del futbol Argentino). El "Norteño" logro quedar 1ro en el grupo B de la Región Litoral. Seguido a esto derroto en la final de la Región Litoral a Club Atlético Gimnasia y Esgrima (Santa Fe), tras empatar 0-0 de visitante y llevarse la victoria por 2-0 de Local.
En la segunda Fase, el equipo blanquirrojo quedo 1ro del Grupo G tras ganar sumar 18 puntos (5 victorias; 3 empates; 0 derrotas). Clasificando de este modo a las semifinales por el ascenso al Argentino A.
En estas semifinales terminaría el camino del Club Atlético Barrio Norte tras caer derrotado ante Club Atlético Almirante Brown (Arrecifes). El partido de ida se jugo el día 24 de Marzo de 1996 donde el Norte lograría mantener el empate de local en su estadio. Diferente fue la historia el 31 de Marzo ya que en cancha de Almirante Brown de Arrecifes, Barrio Norte recibiría una dura derrota 5-1 ante el combinado verdinegro. Terminando así su camino por la cuarta categoría del Futbol Argentino, siendo esta su ultima participación en el certamen.

## Disciplinas
Barrio Norte con gran variedad de disciplinas deportivas, en las que destaca el fútbol masculino y femenino. También cuenta con actividades tales como bochas, gimnasia rítmica, tenis, casín, patín y ciclismo.